# Okręgowe ligi polskie w piłce nożnej (1945)
Mistrzostwa Okręgów (1945) – pierwsze powojenne rozgrywki mające za cel uszeregowanie klubów w ligach okręgowych w sezonie 1946.
Z uwagi na brak udziału większości okręgów, rozgrywki w roku 1946 rozegrano jako Mistrzostwa Okręgów. Okręgi które rozegrały mistrzostwa w 1945 roku przystąpiły w roku 1946 do rozgrywek klasy A i B.

## Mistrzostwa Okręgów
Szczegółowe wyniki podane są w Suplemencie do „Klubowej historii polskiej piłki nożnej”.

### Okręg białostocki
- Nie rozgrywano

### Okręg bydgoski
- Nie rozgrywano

### Okręg częstochowski
- Nie rozgrywano

### Okręg gdański
- Nie rozgrywano

### Okręg kielecki
- Nie rozgrywano

### Okręg krakowski
- Nie rozgrywano

### Okręg olsztyński
| Lp.    | Drużyna                          | M  | Z | R | P | Bramki | Bramki | Różn. | Pkt. | Uwagi            |
| ------ | -------------------------------- | -- | - | - | - | ------ | ------ | ----- | ---- | ---------------- |
| 1      | OSA Olsztyn (W)                  | 7  |   |   |   | 24     | 4      | 20    | 12   | Po sez. wycofana |
| 2      | Społem Olsztyn                   | 7  |   |   |   | 16     | 6      | 10    | 11   |                  |
| 3      | KKS Olsztyn                      | 7  |   |   |   | 14     | 14     | 0     | 9    |                  |
| 4      | ZZK Ostróda                      | 7  |   |   |   | 14     | 6      | 8     | 8    |                  |
| 5      | PKS Morąg                        | 7  |   |   |   | 6      | 12     | -6    | 5    |                  |
| 6      | WKS Olsztyn                      | 7  |   |   |   | 6      | 26     | -20   | 3    |                  |
| 7      | ZMW Olsztyn                      | 7  |   |   |   | 6      | 18     | -12   | 1    |                  |
| 8      | WKS 49 pp Lidzbark Warmiński (W) |    |   |   |   |        |        |       |      | Wycofana         |
| Tabela | Tabela                           | 49 |   |   |   | 86     | 86     |       | 49   |                  |

- OSA Olsztyn (Oficerska Szkoła Artylerii Olsztyn) wycofała się po sezonie.
- WKS 49 pp Lidzbark Warmiński wycofał się w trakcie sezonu – wszystkim siedmiu zespołom przyznano za nierozegrany mecz z WKS 49pp po jednym punkcie
- Z niewiadomych względów trzecie miejsce przyznano po sezonie dla ZZK Ostróda
- Wszystkie zgłoszone drużyny wystąpiły w przyszłym sezonie w klasie A.

### Okręg opolski
- Nie rozgrywano

### Okręg radomski
- Nie rozgrywano

### Okręg siedlecki
- Nie rozgrywano

### Okręg zagłębiowski (sosnowiecki)
- Nie rozgrywano

### Okręg szczeciński
- Nie rozgrywano

### Okręg wrocławski
- Nie rozgrywano